# Michele Viale-Prelà
Michele Viale-Prelà, francoski rimskokatoliški duhovnik, škof in kardinal, * 29. september 1798, Bastia, † 15. maj 1860.

## Življenjepis
29. septembra 1823 je prejel duhovniško posvečenje.
18. julija 1841 je prejel škofovsko posvečenje kot naslovni nadškof; 20. julija istega leta je bil imenovan za apostolskega nuncija v Nemčiji. To je opravljal vse do 7. maja 1845, ko je postal apostolski nuncij v Avstriji.
15. marca 1852 je bil imenovan za kardinala in pectore.
7. marca 1853 je bil povzdignjen v kardinala. 28. septembra 1855 je bil imenovan za nadškofa Bologne in 18. septembra 1856 za kardinal-duhovnika Ss. Andrea e Gregorio al Monte Celio.